# Conophorus fuminervis
Conophorus fuminervis är en tvåvingeart som först beskrevs av Dufour 1852.  Conophorus fuminervis ingår i släktet Conophorus och familjen svävflugor. Inga underarter finns listade i Catalogue of Life.